# Гвајана на Светском првенству у атлетици на отвореном 2019.
Гвајана је учествовала на 17. Светском првенству у атлетици на отвореном 2019. одржаном у Дохи од 27. септембра до 6. октобра седамнаести пут, односно учествовала је на свим првенствима до данас. Репрезентацију Гвајане представљала су 3 такмичара (2 мушкарца и 1 жена) који су се такмичили у 3 дисциплине (2 мушке и 1 женска).,
На овом првенству такмичари Гвајане нису освојили ниједну медаљу нити су остварили неки резултат.

## Учесници
Мушкарци:
| - Quamel Prince — 800 м - Емануел Арчибалд — Скок удаљ | Жене: - Алија Ејбрамс — 400 м |

## Резултати

### Мушкарци
| Атлетичар        | Дисциплина | Лични рекорд | Квалификације | Квалификације | Полуфинале           | Полуфинале           | Финале               | Финале       | Детаљи |
| Атлетичар        | Дисциплина | Лични рекорд | Резултат      | Место         | Резултат             | Место                | Резултат             | Место        | Детаљи |
| ---------------- | ---------- | ------------ | ------------- | ------------- | -------------------- | -------------------- | -------------------- | ------------ | ------ |
| Quamel Prince    | 800 м      | 1:45,58      | 1:48,41       | 6. у гр 5     | Није се квалификовао | Није се квалификовао | Није се квалификовао | 36 / 44 (46) |        |
| Емануел Арчибалд | Скок удаљ  | 8,12 НР      | 7,56          | 11. у гр. А   |                      |                      | Није се квалификовао | 23 / 26 (27) |        |

### Жене
| Атлетичарка   | Дисциплина | Лични рекорд | Квалификације | Квалификације | Полуфинале | Полуфинале | Финале                | Финале       | Детаљи |
| Атлетичарка   | Дисциплина | Лични рекорд | Резултат      | Место         | Резултат   | Место      | Резултат              | Место        | Детаљи |
| ------------- | ---------- | ------------ | ------------- | ------------- | ---------- | ---------- | --------------------- | ------------ | ------ |
| Алија Ејбрамс | 400 м      | 51,13        | 51,73 кв      | 4. у гр 4     | 51,71      | 5. у гр 1  | Није се квалификовала | 16 / 47 (48) |        |